# Mező Péter
Mező Péter (Budapest, 1982. március 3. –) hegedűművész, művésztanár. A BachElit megalkotója, az Accord Quartet primáriusa, az Óbudai Danubia Zenekar koncertmestere, a Liszt Ferenc Zeneművészeti Egyetem kamarazene tanára

## Élete
Nagy múltú zenészcsaládba született. 1995-től a Hubay Jenő Zeneiskolában, 1997-től a Bartók Béla Zeneművészeti Szakközépiskolában tanult. Itt Soltész Ágnes és Répássy Györgyi voltak tanárai. 2001 és 2006 között a Liszt Ferenc Zeneművészeti Egyetemen Perényi Eszter és Kapás Géza növendéke volt. A budapesti végzés után Madridban és Bázelben további mesterdiplomát szerzett. Doktori fokozatát (DLA) a Pécsi Tudományegyetem Művészeti Karán végzi.
Alapító tagja a 2001 óta működő Accord Quartetnek, mely rendszeresen koncertezik a világ koncerttermeiben. Játékukat több hanglemez, rögzített hangverseny is őrzi. Fontosabb díjaik többek között: Junior Prima díj (2010), Artisjus-díj (2006), Brahms-verseny 1. díj (2009). Mesterkurzuson, vagy külföldi iskolákban tanultak a műfaj legnagyobbjaitól, így az Amadeus Quartet, Alban Berg Quartet, Janáček Quartet, Smetana Quartet, Mozaik Quartet, Hagen Quartet, LaSalle Quartet, Cleveland Quartet és a Bartók vonósnégyes tagjaitól.
2014-től az Óbudai Danubia Zenekar koncertmestere, a Liszt Ferenc Zeneművészeti Egyetem kamarazene és vonósnégyes tanára, emellett 2013 óta tart kurzusokat az USA-ban (Los Angeles, Santa Ana, Youngstown). 2005-től a Magyar Állam egyik olasz mesterhegedűjén játszik.